# Lake View, Alabama
Lake View là một thị trấn thuộc quận Tuscaloosa, tiểu bang Alabama, Hoa Kỳ. Dân số năm 2009 là 2455 người, mật độ đạt 593 người/km².